# استار سیتی، ایندیانا
استار سیتی (به انگلیسی: Star City) یک منطقهٔ مسکونی در ایالات متحده آمریکا است که در شهرستان پلاسکی، ایندیانا واقع شده‌است. استار سیتی ۲٫۷ کیلومتر مربع مساحت و ۳۴۴ نفر جمعیت دارد و ۲۱۸ متر بالاتر از سطح دریا واقع شده‌است.